# Prefix Institute of Contemporary Art
Prefix Institute of Contemporary Art je veřejná umělecká galerie a umělecké nakladatelství se zaměřením na současnou fotografii, nová média a digitální umění. Nachází se v uměleckém centru 401 Richmond Street v Torontu v Kanadě.
Časopis Prefix Photo založil kanadský kurátor Scott McLeod v roce 1999 a od té doby se rozšířil o program výstav vizuálního a zvukového umění, mezinárodní cyklus přednášek (Série Urban Field Speaker) a veřejně přístupnou referenční knihovnu.
Prefix ICA je registrovaná kanadská charitativní organizace podporovaná jejími sponzory, dárci a financujícími orgány na všech úrovních státní správy. Prefix je také členem Asociace galerií umění v Ontariu, Asociace kanadských muzeí a Magazines Canada.

## Prefix ICA Galleries
Prefix Institute of Contemporary Art se skládá ze tří galerií: hlavní galerie, surround galerie a galerie audio umění. Zaměstnanecký kurátor i hostující kurátoři programují výstavy celoročně.

### Vybrané výstavy
- Rodney Graham: Jack of All Trades. Kurátor: Scott McLeod, 2016.
- Susanne Kriemann: Pechblende (Prologue). Kurátor: Jayne Wilkinson, 2016.
- Charles Stankievech: The Soniferous Æther of the Land Beyond the Land Beyond. Kurátor: Scott McLeod, 2015.
- Yto Barrada: Beaux Gestes. Kurátor: Scott McLeod and Vicky Moufawad-Paul, 2015.
- Los Carpinteros: Pellejo. Kurátor: Scott McLeod, 2014.
- Susan Hiller: The Last Silent Movie. Kurátor: Scott McLeod, 2011.
- David Lamelas: Time as Activity (Buenos Aires). Kurátor: Andréa Picard, 2011.
- Rabih Mroué: The Inhabitants of Images. Kurátor: Scott McLeod, 2011.
- Guido van der Werve: The King’s Gambit. Kurátor: Scott McLeod, 2010.
- Willie Doherty: Passages. Kurátor: Scott McLeod, 2009.
- Harun Farocki: One image doesn’t take the place of the previous one. Kurátor: Michèle Thériault, 2009.
- Laurent Grasso: Projection. Kurátor: Scott McLeod, 2008.
- Andrew Wright: Survey. Kurátor: Chantal Rousseau, 2008.
- Spring Hurlbut: Deuil. Kurátor: Scott McLeod, 2007.
- Lida Abdul: War Games. Kurátor: Scott McLeod, 2007.
- Robert Bean: Metamorphosis. Kurátor: Scott McLeod, 2007.
- Annika Larsson: Power Plays. Kurátor: Scott McLeod, 2006.
- Chris Marker: The Hollow Men. Kurátor: Sarah Robayo Sheridan, 2006.
- Lorna Simpson: 31. Kurátor: Betty Julian, 2005.
- Runa Islam: Scale (1/16 Inch = 1 Foot). Kurátor: Kenneth Hayes, 2005.
- Walid Raad: The Truth Will Be Known When the Last Witness Is Dead: Documents from the Fakhouri File in the Atlas Group Archive. Kurátor: Philip Monk, 2004.
- Stan Douglas: Every Building on 100 West Hastings. Kurátor: Scott McLeod, 2004.
- Yael Bartana: Trembling Time. Kurátor: Scott McLeod, 2004.

## ČasopisPrefix Photo
Časopis Prefix Photo debutoval v roce 2000 a v roce 2002 byl vyhlášen nejlepším novým časopisem oceněný National Magazine Awards. Časopis představuje tvorbu začínajících a zavedených kanadských a mezinárodních umělců se silným zaměřením na fotografické umění. Časopis a další tiskové materiály institutu jsou navrhovány společností Underline Studio.
Prefix Photo vychází dvakrát ročně, v květnu a listopadu, a je distribuován mezinárodně.

### Struktura vydání
- Editorial
- Eseje
- Literární rys
- Portfolia
- Recenze knih
- Profil
- Novinky
- Přispěvatelé
- Epilog

### Významní přispěvatelé
Prefix Photo obsahuje eseje a tvůrčí díla mnoha mezinárodních kritiků, kurátorů a dalších spisovatelů, včetně:
- Ariella Azoulay
- Shannon Bell
- John Berger
- Lorna Brown
- Michael Crummey
- Sarindar Dhaliwal
- Hal Foster
- Peggy Gale
- Eldon Garnet
- Kenneth J. Harvey
- Jamelie Hassan
- Aleksandar Hemon
- Kyo Maclear
- Janine Marchessault
- Hans Ulrich Obrist
- Marina Roy
- Kim Sawchuk
- Allan Sekula

### Knihy
V roce 2008 vydalo Prefix Press svou první knihu Milk and Melancholy Kennetha Hayese, kanadského kurátora a kritika současného umění. Milk and Melancholy se dívají na mléko objektivem fotoaparátu a z uměleckého úhlu pohledu.„

## Urban Field Speakers Series
Urban Field Speakers Series je mezinárodní cyklus přednášek, který organizuje a pořádá Prefix ICA a který se koná každoročně od ledna do dubna. Cyklus obsahuje přednášky, sympozia a diskuse vedené umělci, architekty, designéry, kurátory a vědci. Všechny prezentace se soustředí na téma role umění v prožívání městského života.